# Hannelore Willbrandt
Hannelore Willbrandt (21 de septiembre de 1923-10 de febrero de 2003) fue una ayudante de librería y miembro de la resistencia alemana al nazismo.

## Biografía
Hannelore Willbrandt nació en el seno de una familia socialdemócrata, la menor de tres hijos. Todavía como alumna tomó parte en un círculo de conversación cuyos miembros hablaron sobre arte y literatura, incluidas obras prohibidas. Se graduó de la escuela en 1940. Hizo el aprendizaje para ayudante de librería y terminó el aprendizaje antes de tiempo en octubre de 1942.
A mediados de 1942 conoció a Heinz Kucharski y Margaretha Rothe, clientes en la librería en la que trabajó, y en febrero de 1943 a Albert Suhr. Los tres eran miembros del grupo de resistencia al nazismo Rosa Blanca en Hamburgo. Se reunían regularmente para hablar sobre el nazismo, la sociedad, la guerra y el arte y la filosofía. Además escucharon emisoras de radio extranjeras y difundieron las noticias que escucharon allí. A principios de 1943 recibieron el tercer volante de la Rosa Blanca. Hannelore Willbrandt y Albert Suhr copiaron el volante y distribuyeron las copias.
El 18 de diciembre de 1943 Hannelore Willbrandt fue detenida por la Gestapo. Pasó por varias prisiones. El juicio no tuvo lugar hasta el 23 de febrero de 1945. Hannelore Willbrandt fue liberado por el ejército estadounidense el 14 de abril de 1945.
Después de la guerra Hannelore Willbrandt se fue a la RDA. Allí hizo carrera en el Instituto Central de Filosofía de la Academia de Ciencias de la RDA. Dirigió la Comisión para la Investigación de la Historia de la Resistencia Antifascista Local en el Comité de Combatientes de la Resistencia Antifascista de la República Democrática Alemana.